# NGC 7814
NGC 7814 é uma galáxia espiral localizada a cerca de quarenta e nove milhões de anos-luz (aproximadamente 15,02 megaparsecs) de distância na direção da constelação de Pégaso. O brilho é 13,4. A classificação e de SA(s)ab:sp. Possui uma magnitude aparente de 10,8, uma declinação de +16º 08' 43" e uma ascensão reta de 00 horas, 03 minutos e 14,8 segundos.